# Hilara discrepitans
Hilara discrepitans är en tvåvingeart som beskrevs av Collin 1933. Hilara discrepitans ingår i släktet Hilara och familjen dansflugor. Inga underarter finns listade i Catalogue of Life.